# Jennifer Walshe
Jennifer Walshe (Dublín (Irlanda), 1 de juny, 1974), és una compositora, intèrpret i professora universitària irlandesa.

## Biografia
Jennifer Walshe va néixer en una casa artística; la seva mare és escriptora, el seu pare és artista i historiador de l'art. Walshe va començar a tocar el piano a una edat primerenca, va prendre classes de trompeta a l'edat de deu anys i més tard va tocar a la Irish Youth Orchestra. Les primeres composicions es van crear per a diversos instruments de vent, incloent: van ser estrenats pel "Irish Youth Wind Ensemble".
Walshe va estudiar composició a la "Royal Scottish Academy of Music and Drama" amb Rita McAllister i John Maxwell Geddes i també va ser professor de Kevin Volans i James MacMillan. Va continuar els seus estudis a la "Northwestern University" de Chicago amb Michael Pisaro i Amnon Wolman i es va graduar el 2002 amb un Doctorat (Ph.D.) en Composició i Tecnologia Musical.
Walshe va guanyar el "Kranichstein Music Prize" l'any 2000, el "Praetorius Music Prize" de composició el 2008 i el "British Composer Award for Innovation" (BASCA) el 2016. Va ser becada, entre altres coses. a l'"Akademie Schloss Solitude", al "DAAD Berlin Artists' Programme", a la "Foundation for Contemporary Arts" (Nova York) i a la "Fondazione Claudio Buziol" de Venècia.
Juntament amb el violinista Jonathan Chen, va fundar el "Duo nolimetangere", amb qui improvisa habitualment i també va incloure la seva veu a les seves actuacions.
Walshe ha treballat amb nombrosos conjunts i orquestres d'arreu del món, com ara: Klangforum Wien, Arditti Quartett, Ensemble recherche, National Symphony Orchestra of Ireland, BBC Scottish Symphony Orchestra, Ensemble Ruhe, Neue Vocalsolisten Stuttgart i Schlagquartett Köln. Des de l'any 2000, ha aparegut com a compositora i com a intèrpret a gairebé tots els festivals internacionals de música nova, com ara el Donaueschinger Musiktage, MaerzMuzik, Ultraschall Berlin, Wittener Tage für Neue Kammermusik, Wien Modern, Ars musica, November Music, Festival de Lucerna. i Splice Festival (EUA).
Els seus treballs han estat estrenats internacionalment per grans conjunts i publicats en diversos segells, com Merge Records, Interval Recordings, Farpoint Recordings i Migro. Walshe publica les seves partitures al Contemporary Music Center (CMC) d'Irlanda.

## Activitat docent
Els anys 2002 i 2018, Walshe va impartir tallers als cursos d'estiu de Darmstadt per a la música nova. Des del 2016, ensenya com a professora d'interpretació a la Universitat de Música i Arts Escèniques de Stuttgart i, juntament amb Judith Siegmund, és la directora del Campus Contemporani d'allà. Walshe és membre d'Aosdána des de la tardor de 2020.

## Obra
Les composicions de Walshe barregen música experimental nord-americana amb música europea i electroacústica contemporània, i moltes de les seves composicions també contenen elements visuals i d'improvisació.
La seva passió pels sons sorollosos està en la tradició de la Musique concrète instrumentale d'Helmut Lachenmann, que amplia especialment a la veu. Un altre compositor que la va influir (a més dels seus professors) és Morton Feldman, que va despertar el seu gran interès per la música minimal. A més, també es pot veure una gran influència de la música popular en les composicions de Walshe.
Un focus de les seves composicions és la seva música vocal, que sovint interpreta ella mateixa i que es caracteritza per tècniques vocals de vegades extremes. Com a vocalista i intèrpret, sovint apareix amb conjunts i orquestres (inclosa la RTÉ National Symphony Orchestra of Ireland) o com a part d'una producció d'òpera (per exemple, XXX_Live_Nude_Girls!!!).
Tot i que moltes de les seves composicions són soles i no tenen cap referència social directa, en algunes de les seves composicions reprèn discursos socials importants, per exemple a l'òpera de titelles “XXX_Live_Nude_Girls!!!”, en què una nina és violada a l'escenari. A més, Walshe aborda preguntes sobre la identitat i els mètodes de recerca creatius en les seves composicions i projectes.

## Projectes d'art
"Documents històrics de l'avantguarda irlandesa" és una narració de ficció d'una avantguarda artística irlandesa. Walshe inventa personalitats artístiques amb les seves pròpies biografies, composicions, pintures, escultures i instal·lacions.
"Grúpat" és un col·lectiu d'artistes de ficció format per una varietat d'"alter egos". Per a aquest projecte, Jennifer Walshe va inventar diverses biografies d'artistes amb les seves pròpies composicions, instal·lacions, pel·lícules, fotografies i escultures. El col·lectiu ha participat en nombroses exposicions en diversos museus i festivals d'arreu del món, com ara el "Museum of Arts and Design" de Nova York, el "Contemporary Arts Museum Houston", el "Dublin Electronic Arts Festival", el "Galway Arts Center", Irlanda, el "Donaueschinger Musiktage" i el Festival SPOR a Dinamarca. El col·lectiu també va editar dos CD.

## Obres (selecció)
Per conèixer els treballs de Jennifer Walshe, aneu al seu arxiu de la Viquipèdia alemanya

## Discografia
- Donaueschinger Musiktage 2014, NEOS (2015), EAN 4260063115226
- Grúpat And Jennifer Walshe - The Wasistas Of Thereswhere, Tetbind Records (2009)
- Grúpat And Jennifer Walshe - Songtags (2009)
- Jennifer Walshe - Nature Data, Interval Recordings (2010)
- Jennifer Walshe i Tomomi Adachi - Live @ WKCR, Kukuruku Recordings (2010)
- Ghikas* & Walshe* - Good Teeth, Migro Records (2013)
- Stock11_003, Auf Abwegen (2013)
- Ludo Mich amb Jennifer Walshe i W.Ravenveer, Hypnagogic Tapes (2018)
- Jennifer Walshe - All The Many Peopls, Migro Records (2019)
- DVD: Jennifer Walshe – XXX_Live_Nude_Girls!!!, Hypnagogic Tapes (2009), EAN 7090019070029